# Estibaliz Urresola Solaguren
Estíbaliz Urresola Solaguren (Llodio, Álava, 4 de mayo de 1984) es una directora, guionista y productora de cine.
Ha ganado premios por Voces de papel (2016), un documental y Cuerdas (2022), un cortometraje, mientras que su primer largometraje, 20.000 especies de abejas (2023), ha ganado una variedad de premios en varios festivales de cine.

## Biografía
Urresola nació el 4 de mayo de 1984 en Llodio, ubicada en la provincia de Álava en la comunidad autónoma del País Vasco en el norte de España.
Es licenciada en comunicación audiovisual por la Universidad del País Vasco, y en Montaje Cinematográfico por la Escuela Internacional de Cine y Televisión. Urresola tiene másteres en Dirección de Cine y Negocios Cinematográficos—Marketing, distribución y ventas internacionales por la Escuela Superior de Cine y Audiovisuales de Cataluña (ESCAC). Trabaja desde 2011 en la industria del cine y la televisión vasca.

## Películas principales

### Voces de papel
Voces de papel es un largometraje documental de 2016 sobre Eresoinka, un conjunto mixto instrumental, vocal y coreográfico de intérpretes vascos que realizó giras internacionales desde 1937 durante la Guerra civil española hasta el estallido de la Segunda Guerra Mundial, que obligó a Eresoinka a regresar a Europa desde Estados Unidos. Obtuvo el Premio Txapela de Oro al mejor documental en el Festival Internacional de Cine de San Sebastián.

### Cuerdas

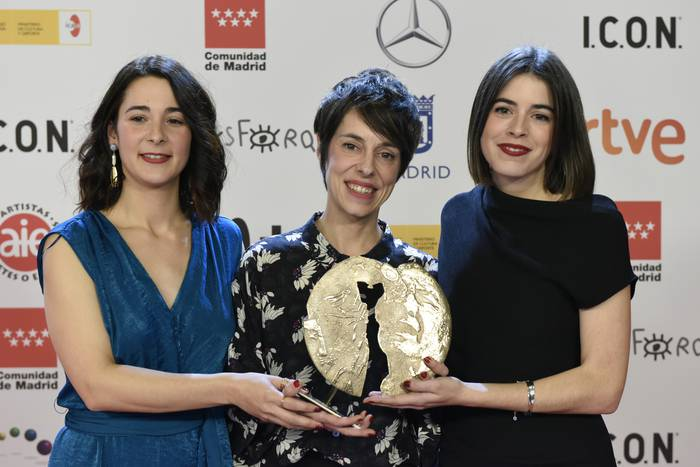
Urresola recibiendo el Premio Forqué 2022 al mejor cortometraje por Cuerdas.

Cuerdas (2022) es una película de ficción de media hora sobre un coro de mujeres en un pueblo industrial que ha perdido la financiación del municipio. Una empresa local, cuya fábrica ha contaminado los alrededores del pueblo, se ofrece a patrocinar el coro. Con la supervivencia del coro en duda, los miembros deben decidir si aceptan o no el patrocinio. Fue nominada a y ganadora de muchos premios.

### 20.000 especies de abejas

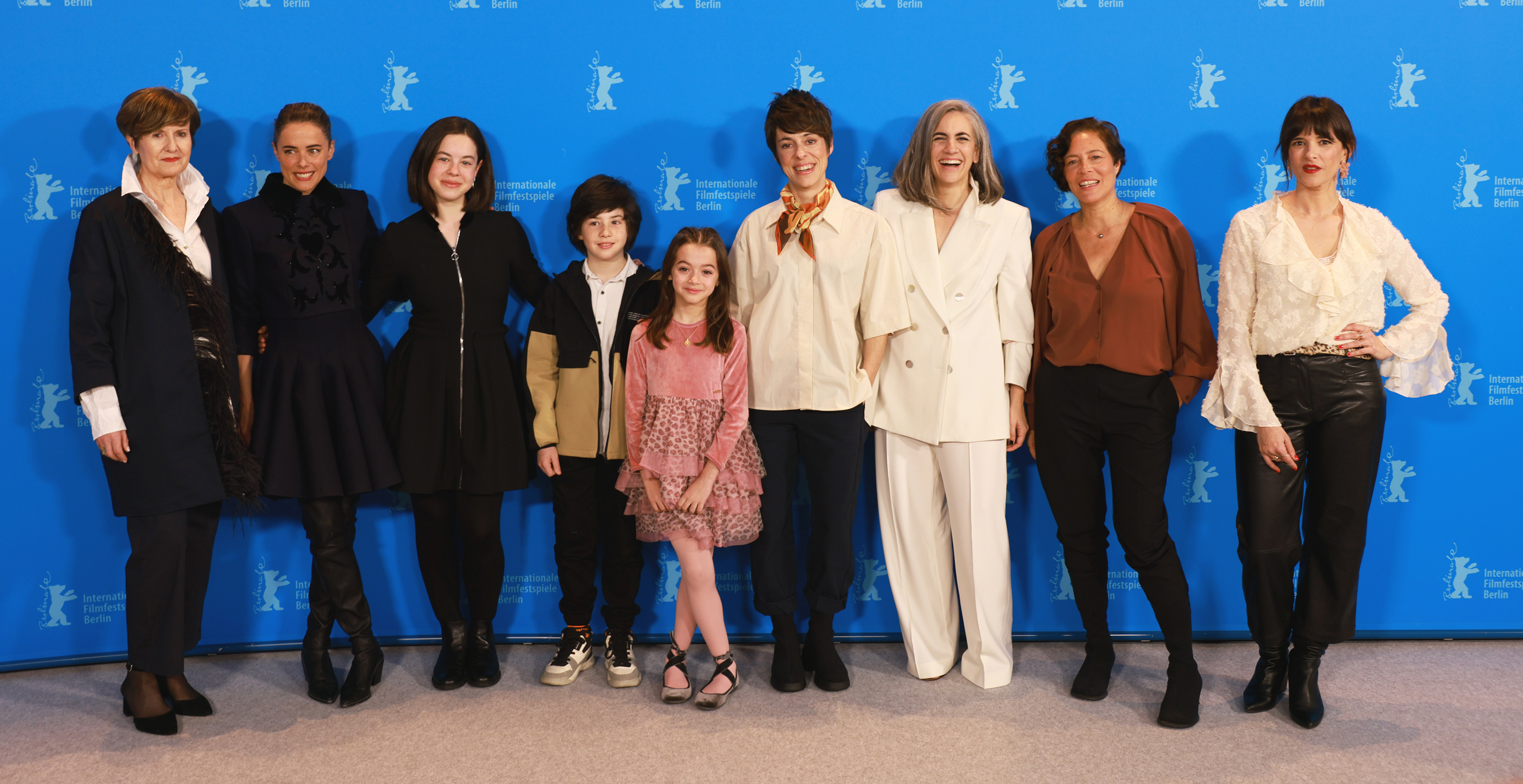
Urresola, Sofía Otero y el equipo de rodaje de 20.000 especies de abejas en la Berlinale 2023.

20.000 especies de abejas fue el primer largometraje de Urresola. Su objetivo era que la audiencia sintiera los altibajos de una familia con una niña transgénero. La inspiración para la historia fue el suicidio de Ekai Lersundi en 2018. Ekai Lersundi era un chico transgénero de 16 años de Ondárroa que había esperado en vano un tratamiento hormonal. Urresola se vio afectado por la conmovedora nota que Lersundi dejó para ilustrar su desesperación y su esperanza de que divulgar su sufrimiento podría generar un cambio social.
La película cuenta la historia de una niña transgénero y su efecto en la familia. Para ayudar a una representación precisa, Naizen, una asociación regional para las familias de menores transgénero, trabajó con la directora y brindó orientación a Sofía Otero, quien interpretó al personaje principal.
En la película, la familia cruza fronteras, incluida la que separa Bayona en País Vasco francés y Llodio en el País Vasco español. Aunque en esa película predomina el castellano, también se escucha el euskera y el francés. Urresola busca el naturalismo en las conversaciones entre la madre (Patricia López Arnaiz) y sus hijos. La disforia de género se trata de forma algo didáctica, pero con emoción. «¿Por qué soy así?» pregunta la pequeña Cocó (Otero).
Como explica la directora:

La niña no se transforma, adquiere a lo largo de la película las herramientas para expresar quién es. La que se transforma es la familia.
Estibaliz Urresola

Además de los premios del festival que ganó la propia película y los que ganó Urresola como directora, Otero ganó un premio a la mejor interpretación, Patricia López Arnaiz ganó un premio a la mejor actriz de reparto, y hubo dos premios a la mejor elenco femenino.

## Filmografía
- Adri (2013)
- Voces de papel (2016)
- Nor Nori Nork (2018)[27]
- Casos gramaticales (2018)
- Polvo somos (2020)[28]
- Cuerdas (2022) (cortometraje)[29]
- 20.000 especies de abejas (2023) (largometraje)[30]

## Premios y reconocimientos
Premios Goya
| Año  | Categoría            | Película                 | Resultado |
| ---- | -------------------- | ------------------------ | --------- |
| 2023 | Mejor director novel | 20000 especies de abejas | Ganadora  |
| 2023 | Mejor guion original | 20000 especies de abejas | Ganadora  |

Medallas del Círculo de Escritores Cinematográficos
| Año  | Categoría            | Película                 | Resultado |
| ---- | -------------------- | ------------------------ | --------- |
| 2023 | Mejor guion original | 20000 especies de abejas | Nominada  |
| 2023 | Directora revelación | 20000 especies de abejas | Ganadora  |

Otros premios
- 2020 Mejor documental Txapela de oro en el festival Zinemaldia.cat de Barcelona por Voces de papel.[33]
- 2021 El cortometraje Somos polvo fue premiado en los festivales de cine de Málaga, Zinebi y Cortada.[34]
- 2022 El cortometraje Cuerdas ganó el Rails d'Or en la Semana de la Crítica de Cannes.[35]
- 2022 Premio Forqué al mejor cortometraje por Cuerdas.[36]
- 2023 Premio Gilde del Cine Artístico y Teatral en Berlín, galardón fuera del concurso oficial de la Berlinale.[37]
- 2023 Premio de los lectores del periódico alemán Morgenpost por 20.000 especies de abejas.[37]
- 2023 Biznaga de Oro a la mejor película española en el Festival de Málaga por 20.000 especies de abejas.[38]
- 2024 Premio Gaudí mejor dirección novel, por 20.000 especies de abejas. [39]
- 2024 Premio Gaudí mejor película en lengua no catalana, 20.000 especies de abejas.[40]